# Meta Camara
Meta Camara, née le 14 août 1997 à Tambacounda, est une footballeuse internationale sénégalaise évoluant au  poste de défenseur. Elle joue dans la Super League turque pour Trabzonspor et l'équipe nationale féminine du Sénégal.

## Biographie
Après avoir joué dans le club Yzeure, elle s’engage avec La Roche-sur-Yon.  
En août 2024, Camara signe avec Trabzonspor dans le championnat turc.  
Elle est sélectionnée en équipe féminine du Sénégal lors des éliminatoires pour la Coupe d'Afrique des Nations féminine 2016 où elle joue plusieurs matchs internationaux.